# Gevleweg
De Gevleweg was een straat in Amsterdam Oud-West.
De straat kreeg op 6 maart 1940 bij een raadsbesluit haar naam. De straat werd daarbij vernoemd naar de Oostzee- en/of Botnische Golfhaven Gävle. De vernoeming was destijds in een serie vernoemingen van straten en kades in de Houthavens. Men koos toen logischerwijs voor havensteden, waarmee Amsterdam houthandel dreef of had gedreven. De Gevleweg gaf toegang tot een aantal insteekhavens (die er overigens al tientallen jaren lagen onder de naam Houthaven) gelegen aan de noordzijde van de weg, waaraan ook de houtloodsen stonden. Origineel liep de weg van de Tasmanstraat (ingang tegenover het woonblok tussen de Lemairestraat en Bontekoestraat), waarmee ze een kruising had tot aan het Verbindingskanaal. De Gevleweg lag aanmerkelijk lager dan de Tasmanstraat, die ooit een dijk was. Ze kreeg daar een hoek van 90 graden om vervolgens een verbinding te maken met de Danzigerbocht. Aan de kade was bijvoorbeeld gevestigd NV Houthandel Bontekoning en Aukes, dat in 1960 250 jaar bestond. In de loop van de jaren vonden er steeds aanpassingen plaats al naargelang de houthandel daar om vroeg. Een grote aderlating was onder meer dat de houten paalfunderingen steeds meer plaats maakten voor heipalen van beton en andere havens beter geoutilleerd waren voor de houthandel. In 1972 kwam de gemeente daarom met het plan de insteekhavens stuk voor stuk te dempen. De verkeerssituatie werd daarop aangepast. Zo werd de belangrijkste weg hier de Stavangerweg, die in 1975 haar naam kreeg. Die kreeg een ingang aan de Tasmanstraat ter hoogte van de Aert van Nesstraat. Als haven verloor het gebied echter steeds meer terrein. Al begin jaren negentig kwam de gemeente met het idee het gehele terrein opnieuw in te richten maar dan voor woningbouw. Bedrijven in het gebied maakten daar lang bezwaar tegen. Op een stadsplattegrond weergegeven in 2015 maar al van oudere datum is te zien dat de Gevleweg van de Tasmanstraat is afgesneden en dat de naam alleen nog betrekking heeft op een eerste stukje van circa 100 meter en vervolgens de afbuiging naar het IJ. Dan is al lang een begin gemaakt met het slopen van gebouwen en het opnieuw inrichten van de terreinen. Daartoe wordt alles opgespoten met zand en de Gevleweg verdween. Op de plaats van waar ooit de ingang van de Gevleweg aan de Tasmanstraat was, werd in februari 2018 de Spaarndammertunnel geopend. 
De naam Gevleweg zal gedurende de verdere afbouw van de wijk terugkeren in de Gevlebrug, een gerestaureerde hefbrug van Piet Kramer, die de verbinding gaat verzorgen tussen het Karlskrona-eiland en de pontsteiger, bekend als het Stenen Hoofd. 